# Pouso Redondo
Pouso Redondo este un oraș în Santa Catarina (SC), Brazilia.